# Heracleum nepalense
Heracleum nepalense là một loài thực vật có hoa trong họ Hoa tán. Loài này được D. Don mô tả khoa học đầu tiên năm 1825.